# Sanguszkové
Sanguszkové (polsky Sanguszko,  rusky a ukrajinsky Сангушко, ) jsou polský šlechtický rod původem z Litvy.

## Historie
Sanguszkové pocházeli z Volyně na dnešní Ukrajině. Svá území postupem času rozšířili o pozemky a města v Podolí, Malopolsku, zámek Ostrorog ve Velkopolsku a zámky Slavuta (od 1633) a Izjaslav) na Ukrajině.
Na přelomu středověku a novověku se rod Sanguszků rozdělil na dvě linie:
- Linie Koszyrských (Dům Sanguszko-Koszyrských), založil ji kníže Michał († kolem roku 1491), vymřela po meči knížetem Adamem Alexandrem Sanguszkem († 1653).
- Linie Kowelski (Dům Sanguszko-Kowelských), založil ji princ Alexandr Kowel († kolem roku 1511),  existuje dosud, v současnosti je jediným nositelem jména princ Paul (* 1973), sídlící v São Paulu.

Knížata rodu Sanguszko měla dědičné sídlo také v Rakouském císařství a Rakouské monarchii.

## Osobnosti
- Roman Sanguszko (1537–1571), litevský kníže a vojevůdce, polní maršál litevské koruny
- Ladislav Sanguszko-Lubartowicz (1803–1870) - člen rakouské říšského rady, mineralog a mecenáš umění, zakladatel společnosti přátel umění
- Eustachy Stanisław Sanguszko - rakouský politik

## Erb
Ve znaku mají jezdce s taseným mečem a štítem na koni ve skoku, obráceném heraldicky doprava. Erb je podložen knížecím pláštěm pod knížecí korunou; převzali jej ze znaku Litevského království. Na stuze bývá rodové heslo "Z přesvědčení" (polsky Z przekonania).

## Galerie historických sídel

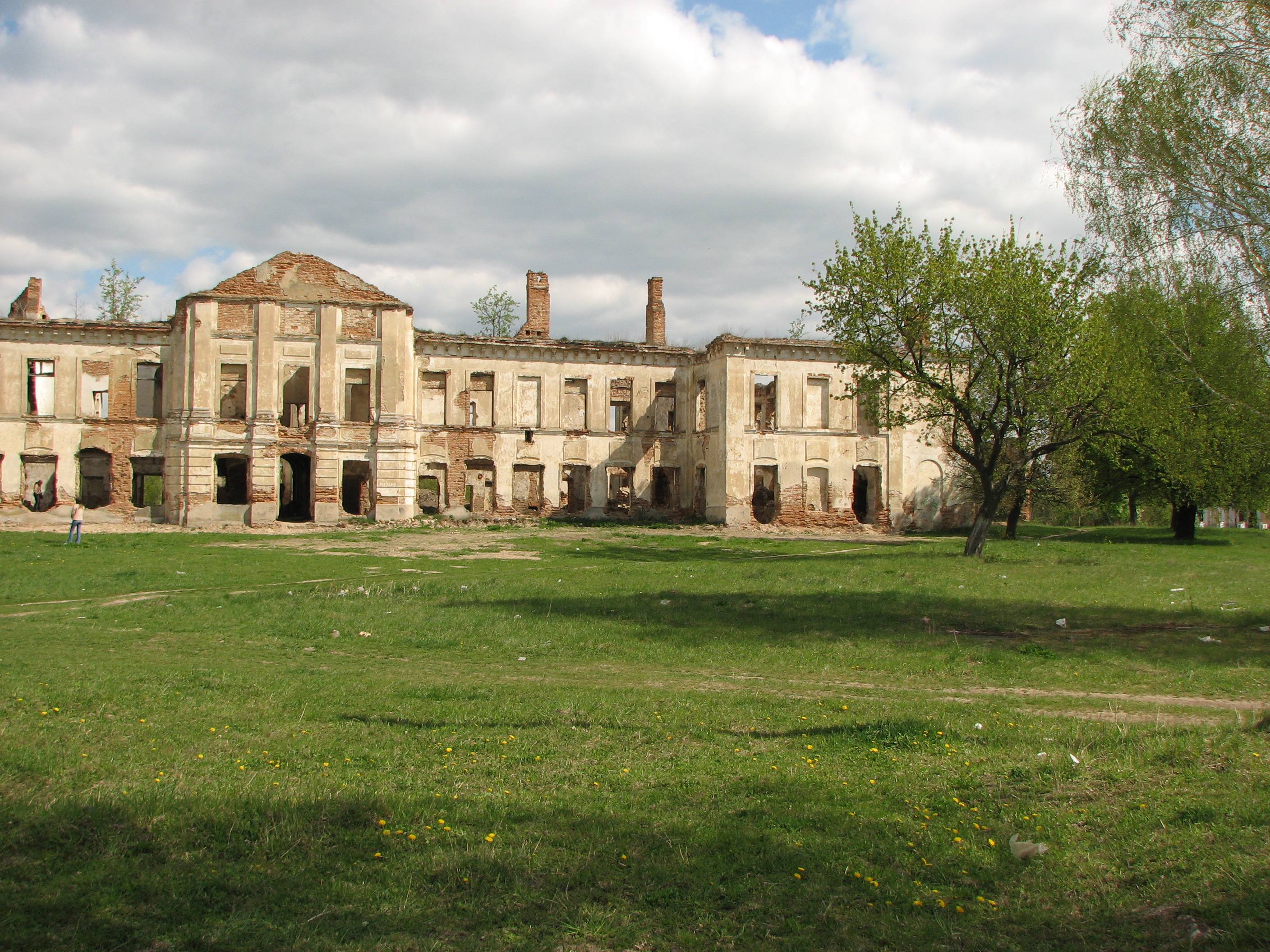
Zámek Izjaslav
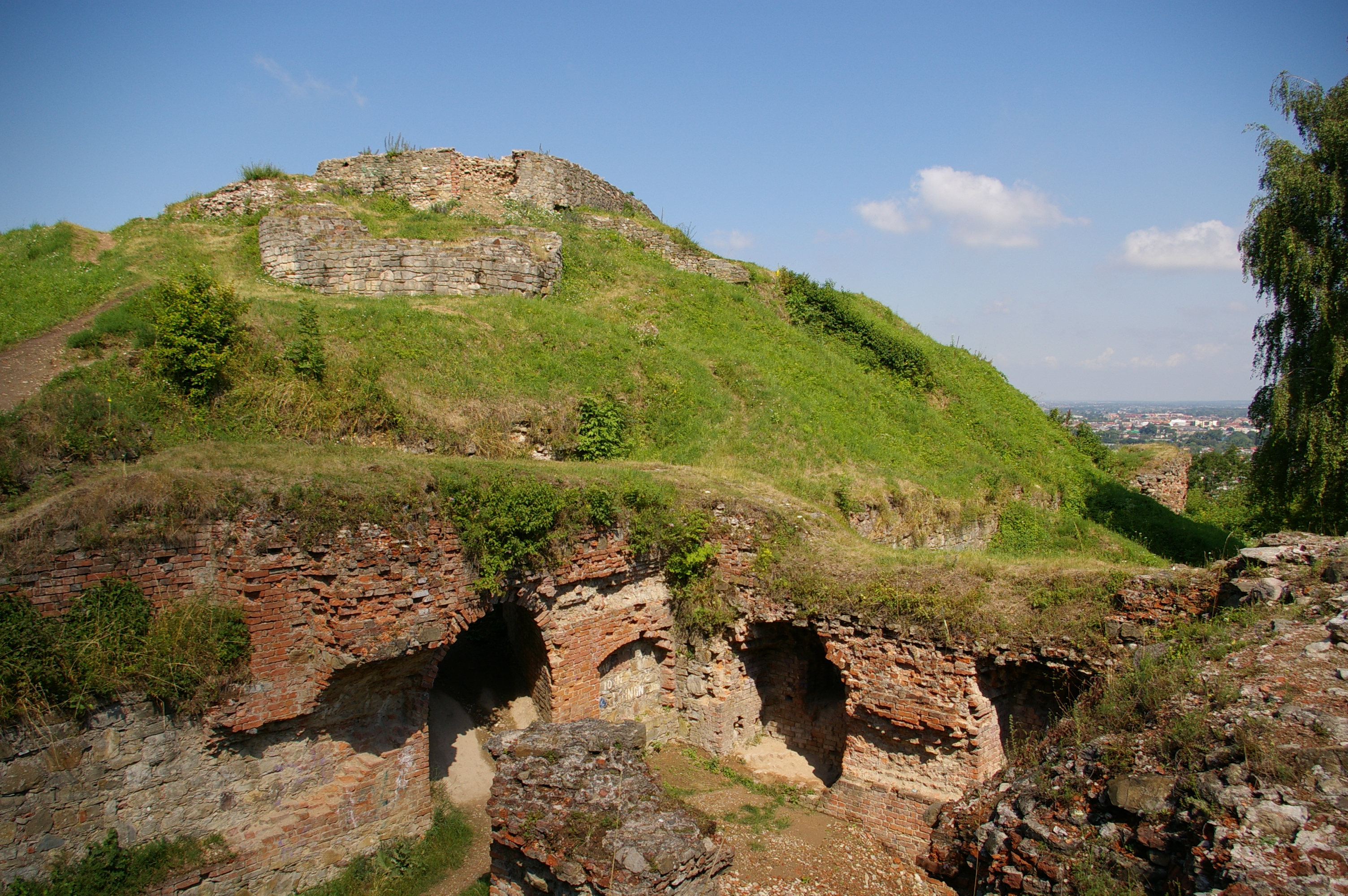
Hrad Tarnów
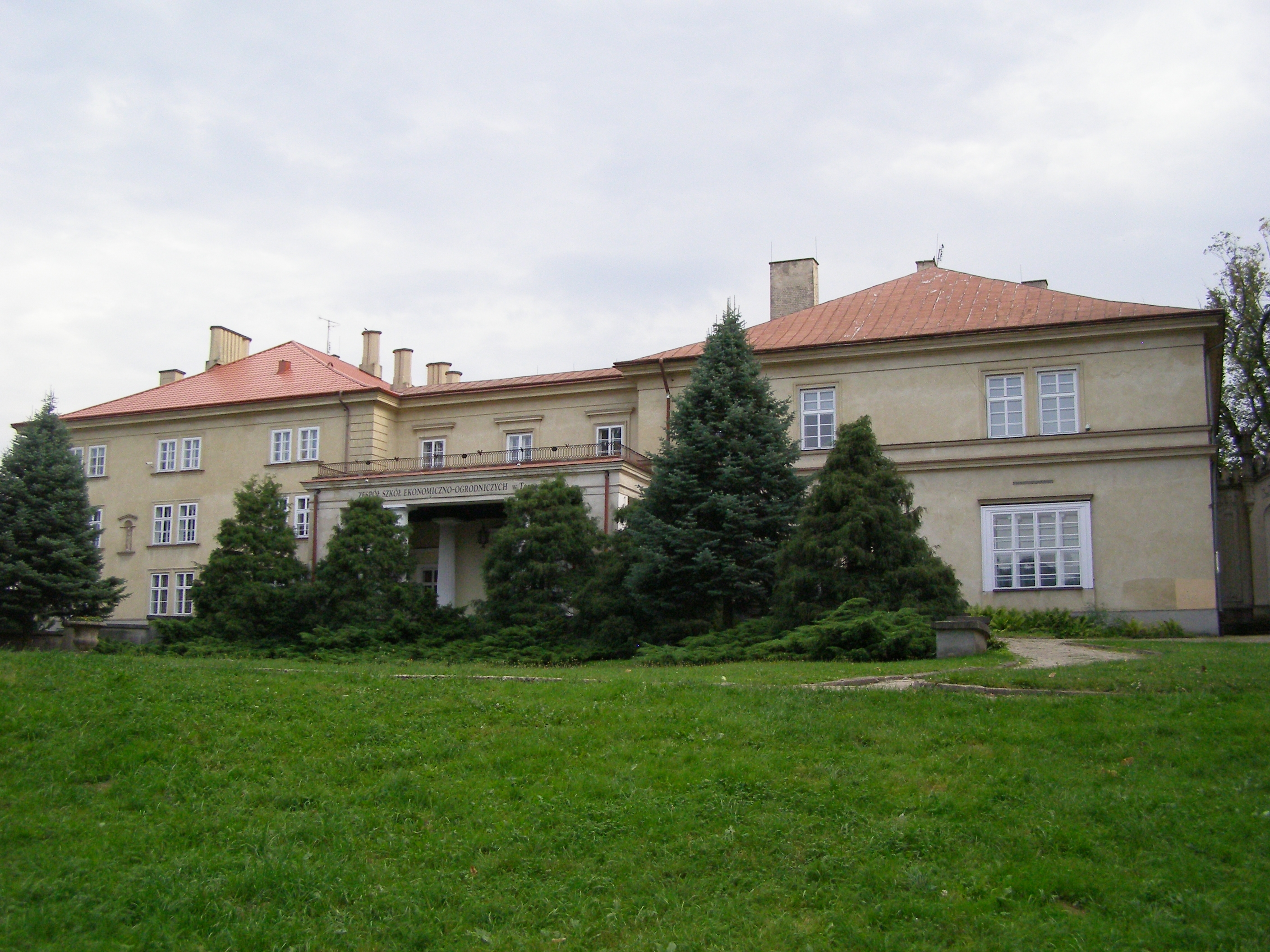
Zámek Gumniska
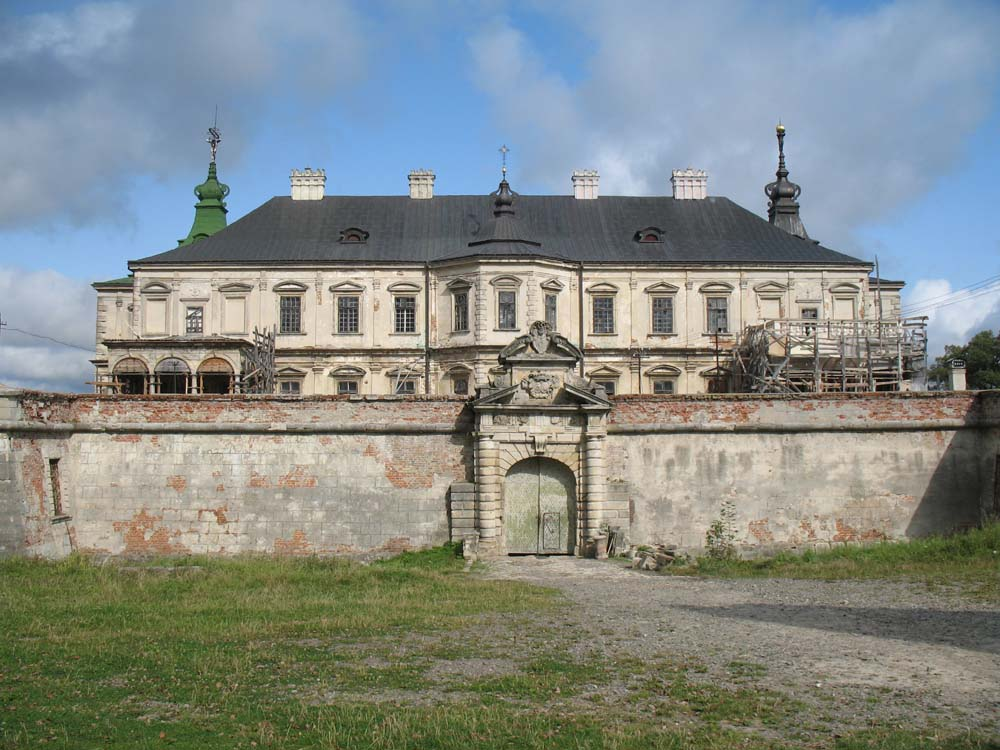
Zámek Podhorce
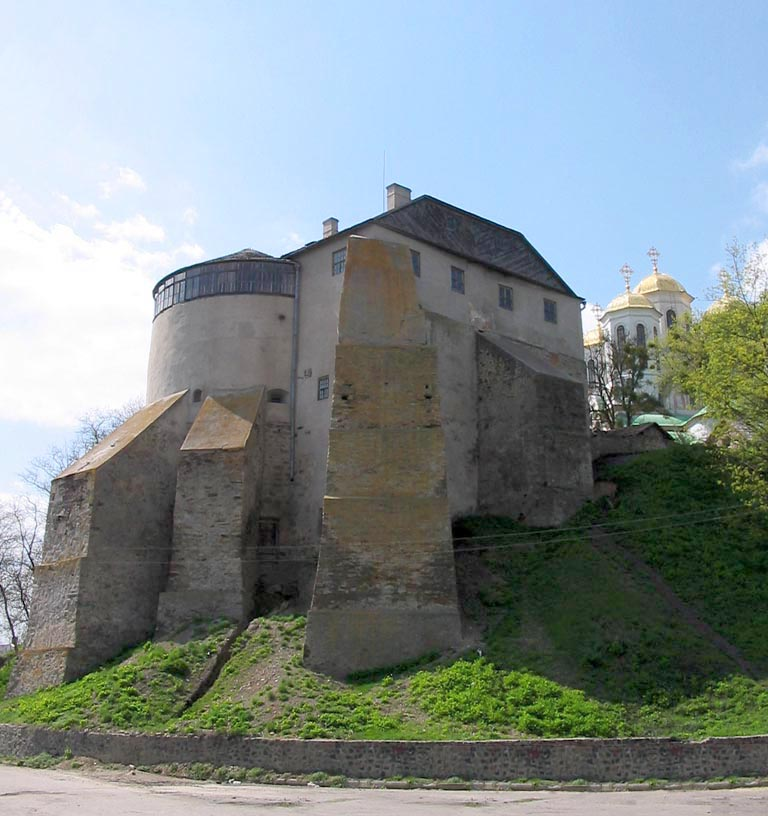
Hrad Ostroróg (Scharfenort)
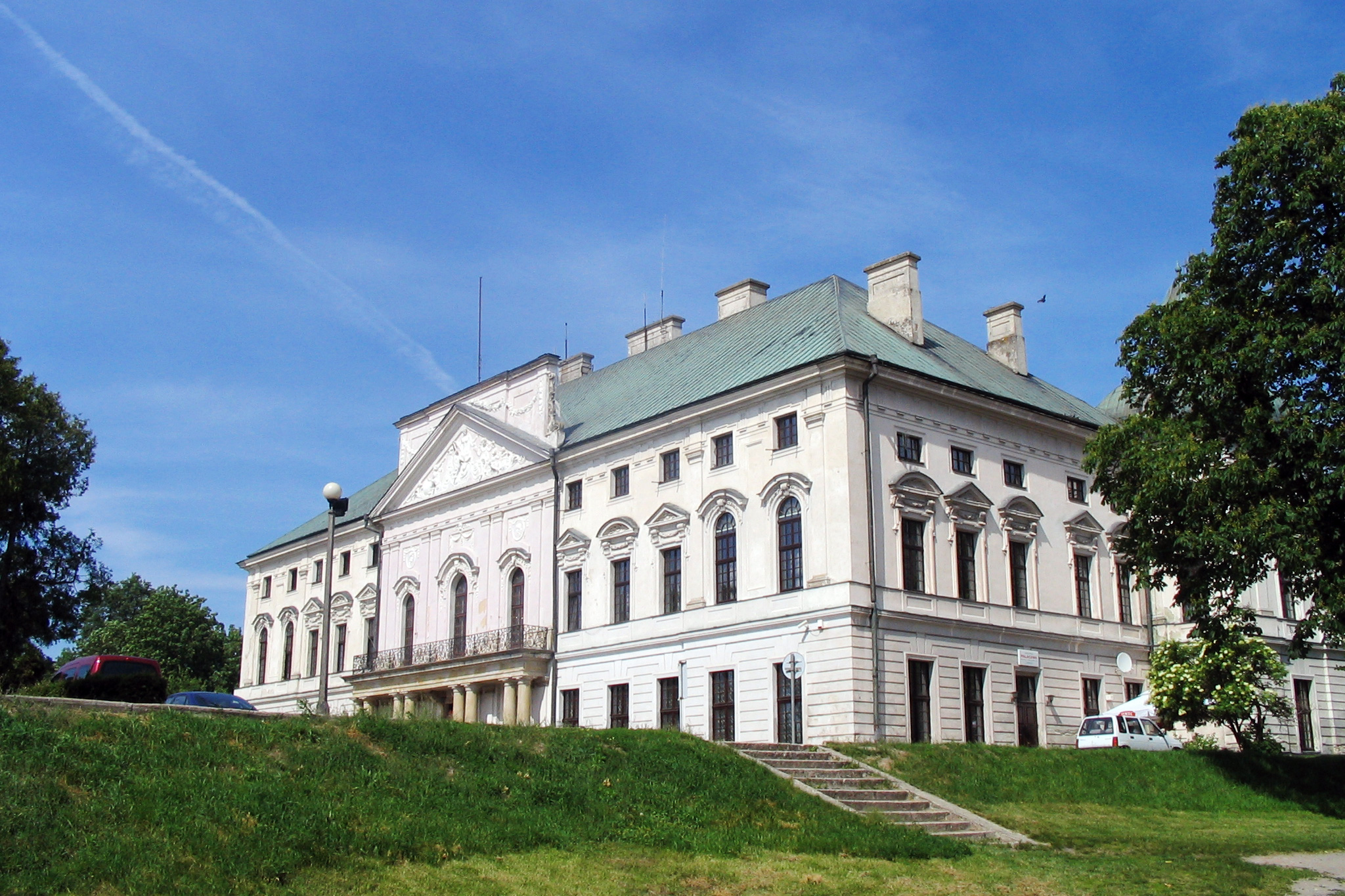
Zámek Lubartov
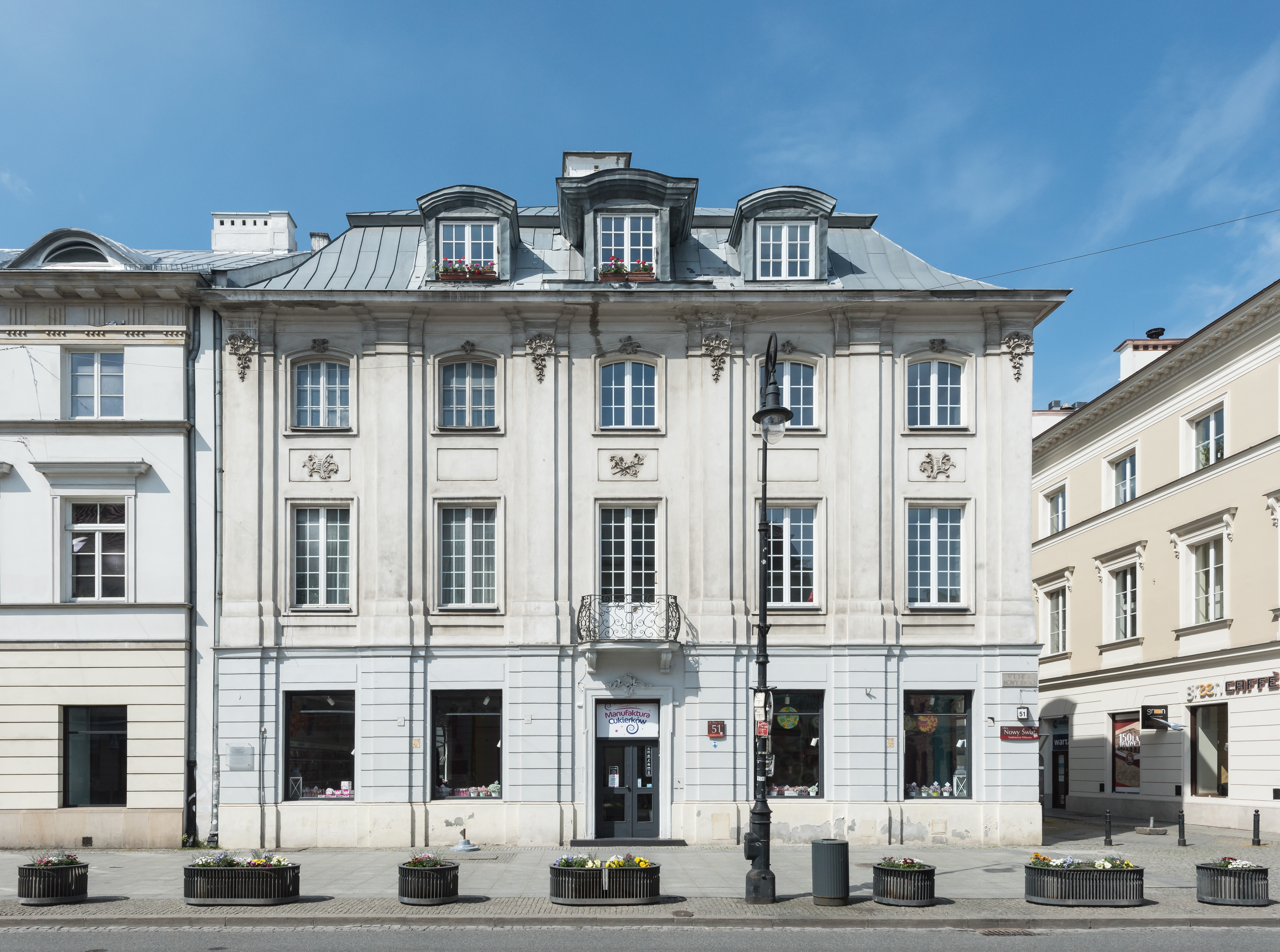
Palác Sangušků ve Varšavě
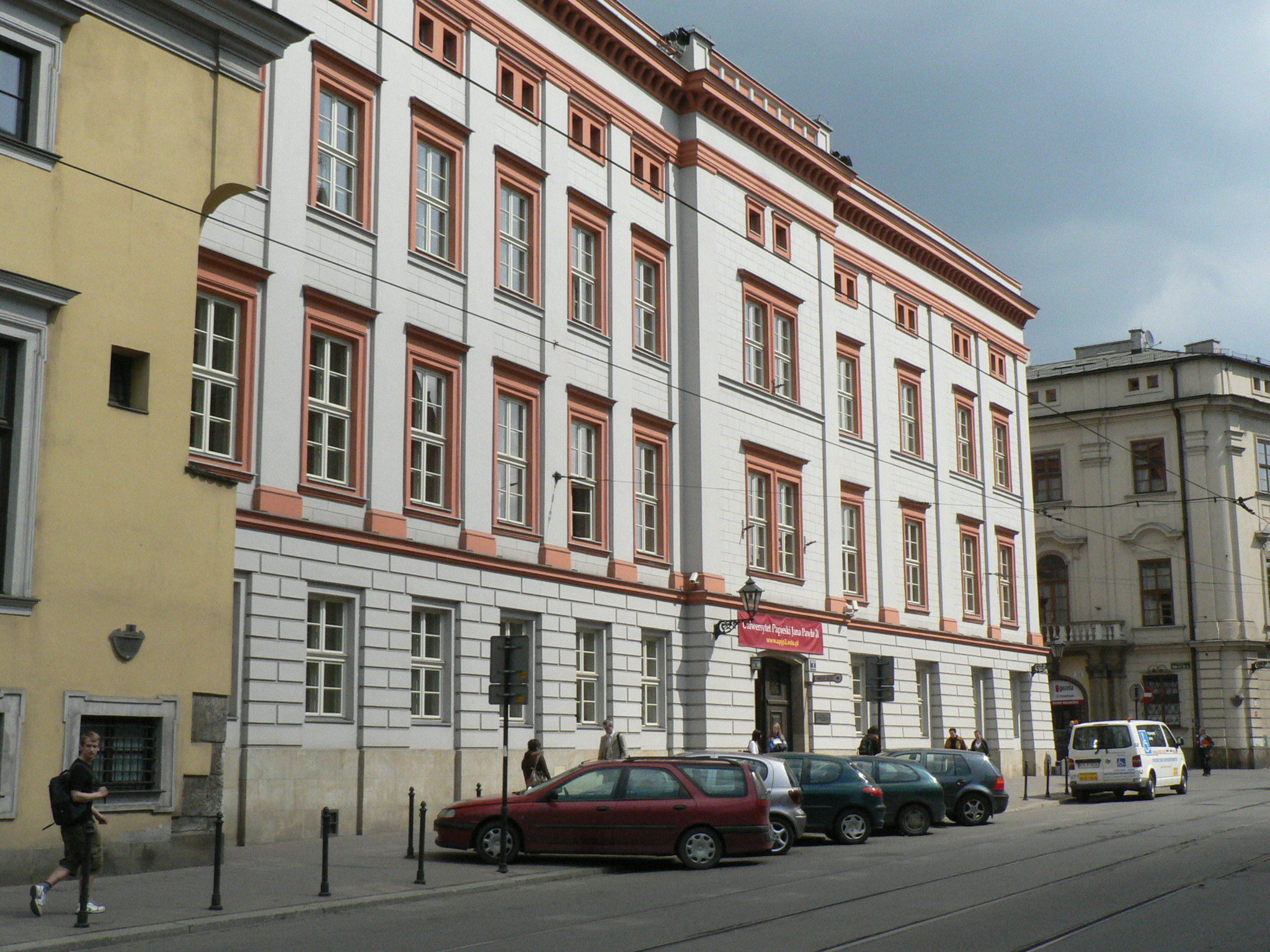
Palác Sangušků v Krakově
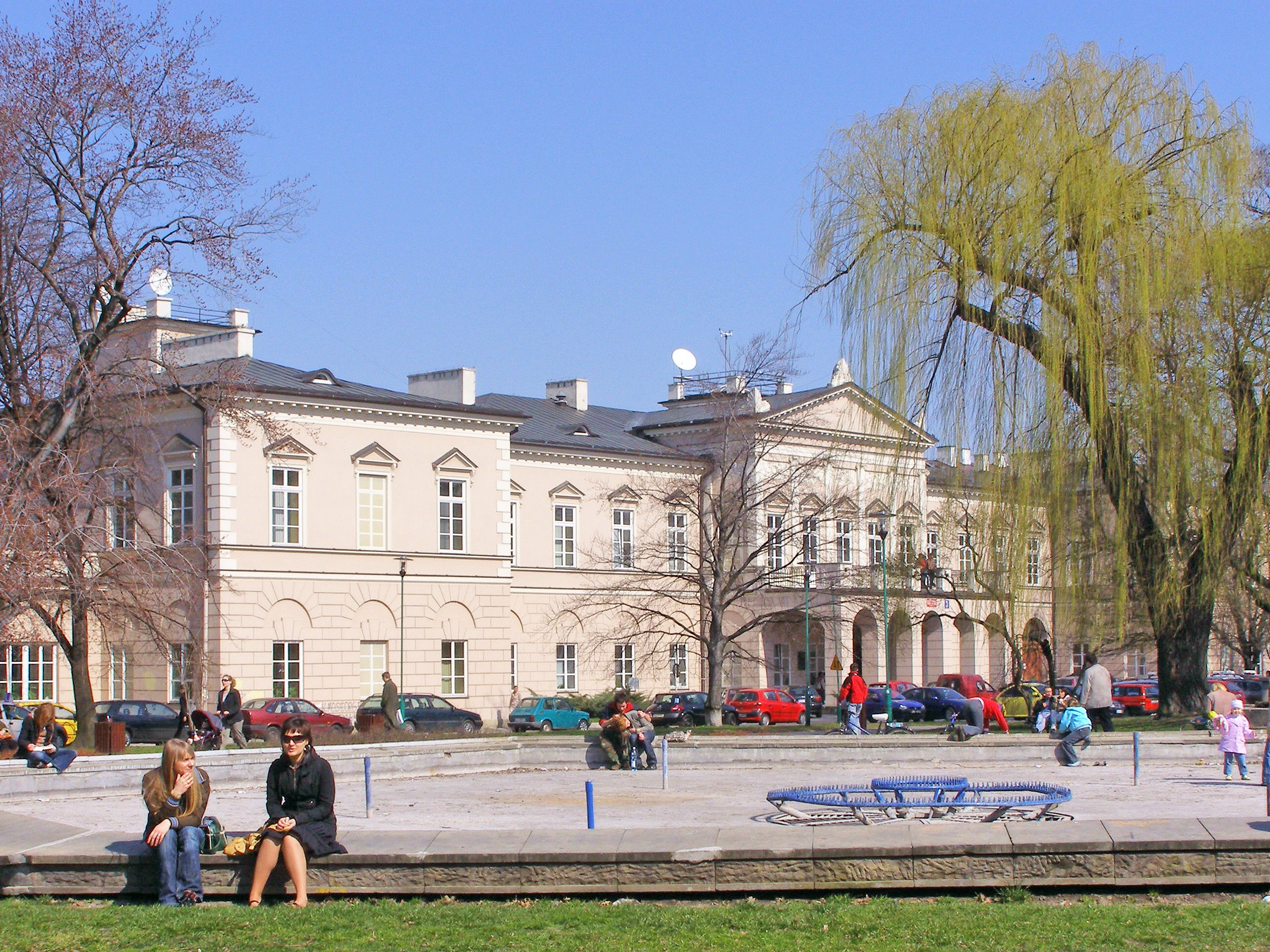
Palác Lubomirski v Lublinu
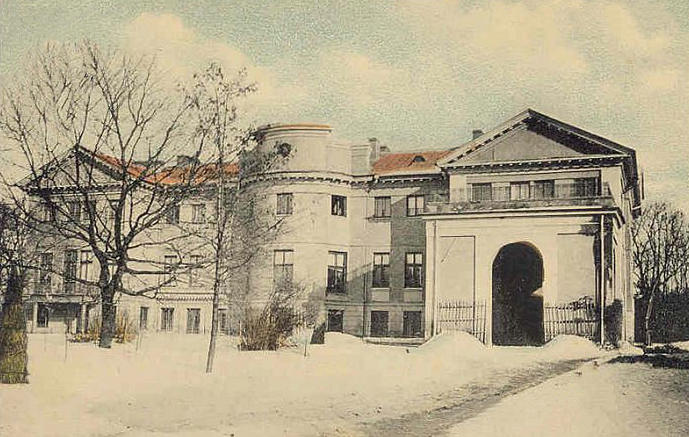
Zámek Slavuta